# Hrabstwo Warren (Nowy Jork)
Warren – hrabstwo (ang. county) w stanie  Nowy Jork w USA. Populacja wynosi 63 303 mieszkańców (stan według spisu z 2000 r.).
Powierzchnia hrabstwa wynosi 2413 km². Gęstość zaludnienia wynosi 28 osób/km².

## Miejscowości
- Bolton
- Chester
- Glens Falls
- Hague
- Horicon
- Johnsburg
- Lake George
- Lake Luzerne
- Queensbury
- Stony Creek
- Thurman
- Warrensburg

### CDP
- Lake George (wieś)
- Bolton Landing
- Chestertown
- Glens Falls North
- Lake Luzerne
- North Creek
- Pottersville
- Warrensburg
- West Glens Falls